# Corchorus sidoides
Corchorus sidoides är en malvaväxtart. Corchorus sidoides ingår i släktet Corchorus och familjen malvaväxter.

## Underarter
Arten delas in i följande underarter:
- C. s. rostrisepalus
- C. s. sidoides
- C. s. vermicularis